# Galopprennsport

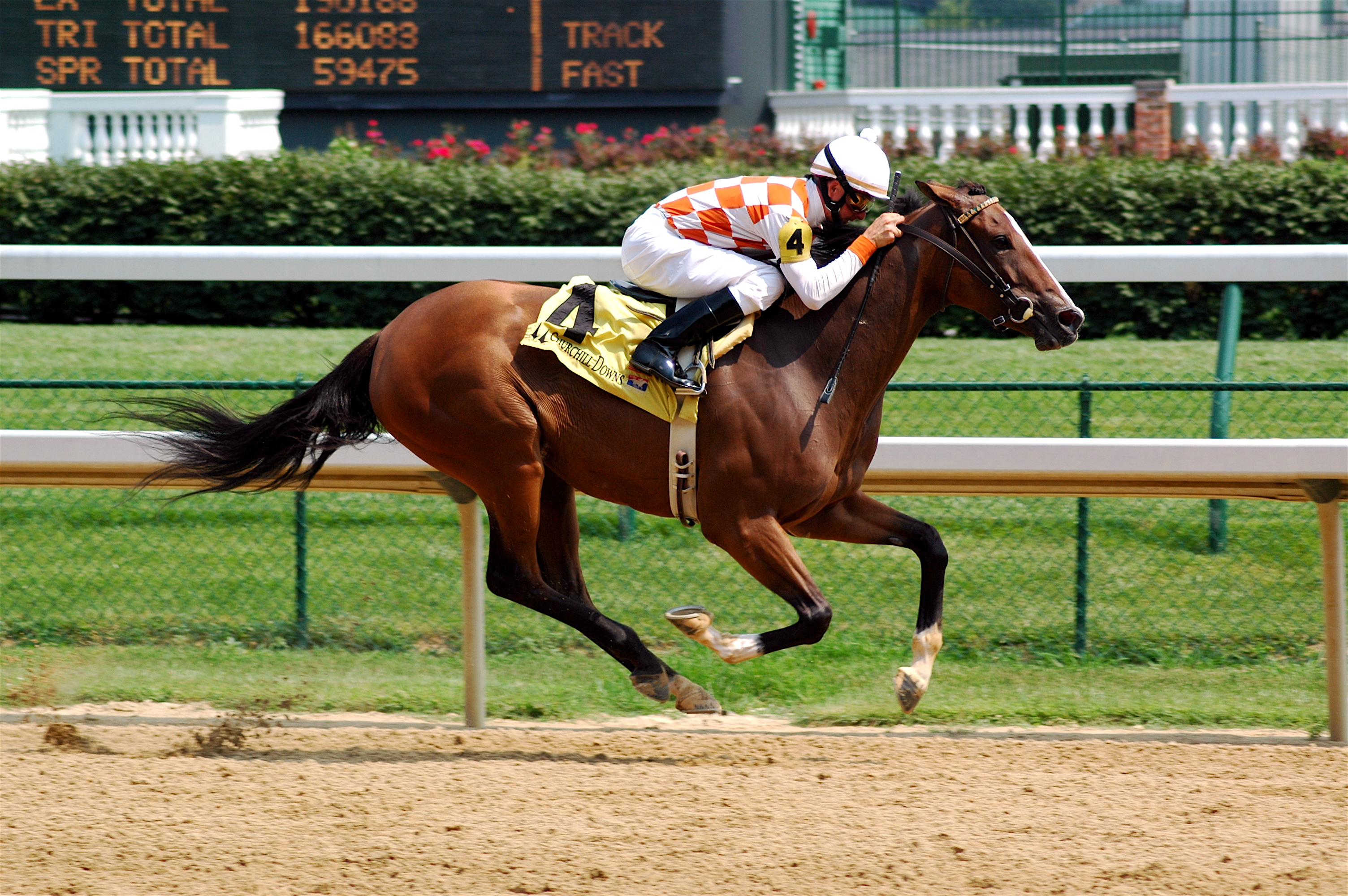
Galopprennen in Kentucky, Churchill Downs

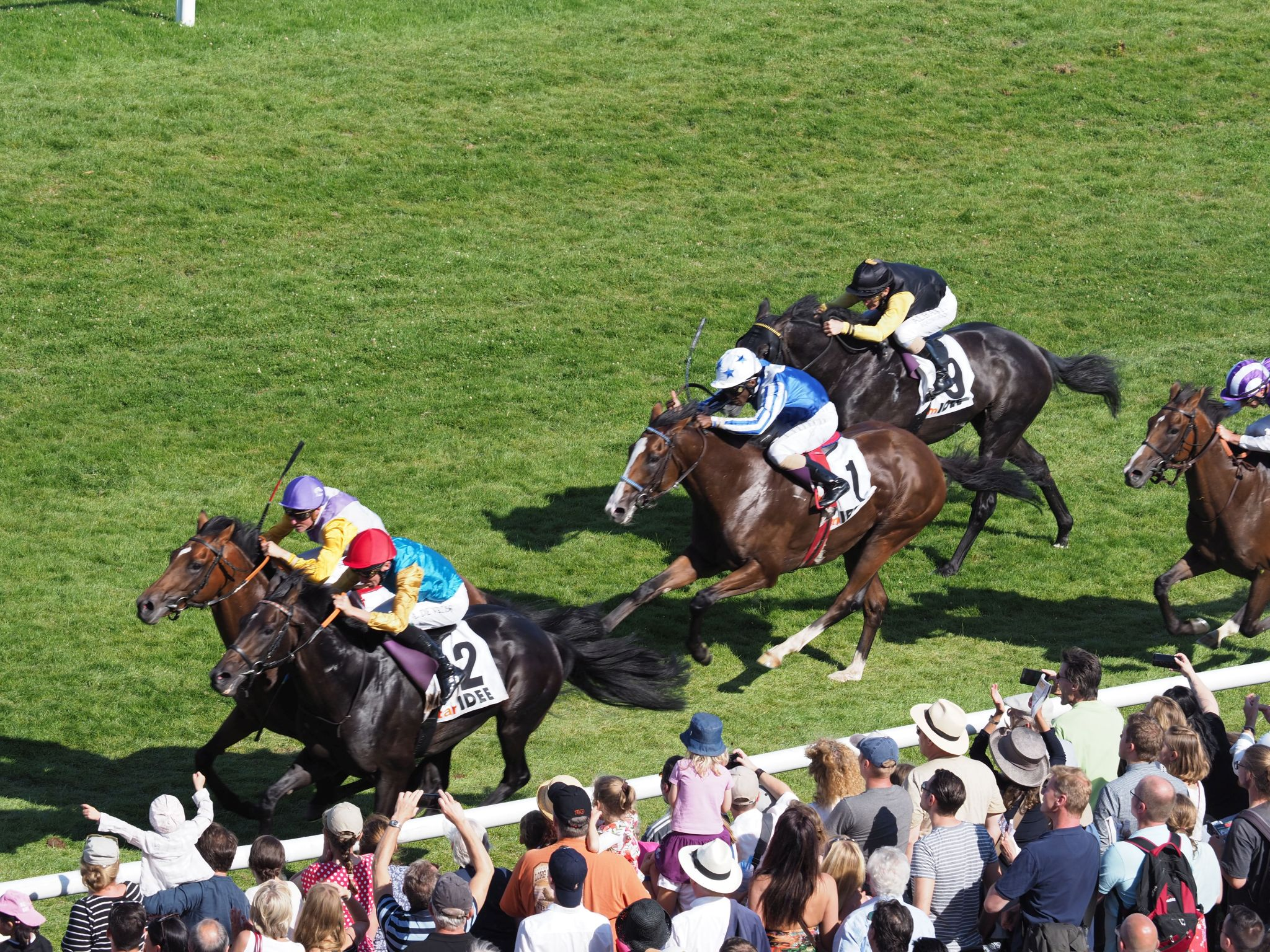
Galopprennen beim Deutschen Derby in Hamburg

Galopprennen ist eine Sparte des Pferderennens. Bei dieser Pferdesportart legen die Pferde so schnell wie möglich eine bestimmte Strecke zurück. Dabei sind alle Gangarten erlaubt.
Ziel ist es möglichst schnell vom Start zum Ziel zu gelangen. Galopprennen werden hauptsächlich von Englischen Vollblutpferden bestritten, sie werden aber auch für Arabische Vollblüter, Halbblüter und zuweilen für Ponys ausgeschrieben. Die Pferde werden entweder von Jockeys (Berufsrennreitern) oder Amateuren geritten. Galopprennen haben oft unterschiedliche Formate, und viele Länder haben in den vergangenen Jahrhunderten ihre eigenen Variationen rund um diesen Sport entwickelt. Zu den Variationen gehören die Beschränkung der Rennen auf bestimmte Rassen, Rennen über Hindernisse, Rennen auf verschiedenen Bahnbelägen (Gras, Sand, Dirt, Polytrack) und das Rennen über verschiedene Distanzen. Galopprennen werden in der Regel über kurze Distanzen von 800 m bis lange Distanzen über 4200 m ausgetragen. Distanzen größer als 25 km werden im Distanzreiten zurückgelegt. Bei den meisten Rennen werden den Pferden unterschiedliche zu tragende Gewichte zugewiesen, um die unterschiedlichen Leistungsniveaus widerzuspiegeln und eine faire Wettbewerbsbalance unter den konkurrierenden Rennpferden zu ermöglichen. Dieses Verfahren wird weltweit auch als Handicap bezeichnet.
Auch wenn Pferde in der Regel aus rein sportlichen Gründen gegeneinander antreten, liegt ein großer Teil des Interesses und der wirtschaftlichen Bedeutung von Galopprennen in den damit verbundenen Glücksspielen, die 2019 im weltweiten Markt einen Wert von rund 115 Milliarden US-Dollar generierten.

## Ausschreibung
Die Ausschreibung regelt die genauen Modalitäten eines bestimmten Rennens. Diese umfassen insbesondere Ort, Zeit, Distanz, Dotierung und Bestimmung der zur Teilnahme berechtigten Pferde (Definition der angesprochenen Renn(leistungs)klasse). Diese Ausschreibungen werden in Deutschland vom veranstaltenden Rennverein in Abstimmung mit dem Verband „Deutscher Galopp“ erstellt. Der Deutsche Galopp (bis 2021 bekannt unter dem Namen: Direktorium für Vollblutzucht und Rennen) überwacht die Ordnungsmäßigkeit der als Pferdeleistungsprüfungen veranstalteten Rennen. An einem normalen Renntag (Rennveranstaltung) werden 7 bis 12 Rennen für unterschiedliche Leistungsklassen von Pferden ausgeschrieben.

## Preisgelddotierung
Das von den erfolgreichen Pferden zu gewinnende Preisgeld richtet sich nach der Bedeutung des Rennens. Je höher die zu prüfende / geprüfte Rennklasse der Pferde ist, desto höher ist auch das Preisgeld. Geldpreise gibt es üblicherweise für die fünf erstplatzierten Pferde eines Rennens, in Ausnahmefällen auch für den sechsten oder siebten, im Verhältnis von etwa 10 : 4 : 2 : 1.
Die international standardisierten Gruppen- und Listenrennen müssen eine Grunddotierung garantieren, diese beträgt z. Zt.
- 12.000 € für den Sieger eines Listenrennens,
- 40.000 € für den Sieger eines Gruppe-III-Rennens und
- 90.000 € für den Sieger eines Gruppe-I-Rennens.

Das höchstdotierte Rennen in Europa ist der Prix de l’Arc de Triomphe in Paris, Longchamp mit 5.000.000 €.
International liegt das Preisgeldniveau in der Regel deutlich höher. Die höchstdotierten Rennen der Welt sind der Saudi Cup in Riad, Saudi-Arabien mit einer Dotierung von 20.000.000 $, der Dubai World Cup in den Vereinigten Emiraten mit 12.000.000 $, The Everest in Sydney, Australien mit 15.000.000 A$, der Breeders Cup Classic in den U.S.A mit 6.000.000 $ und der Japan Cup in Tokio mit 5.900.000 $.

## Flachrennen
Beim Flachrennen führt die Rennstrecke durch hindernisfreies Gelände – heute immer eine spezielle Pferderennbahn –, das Steigungen aufweisen kann, aber keine Sprünge erforderlich macht.
Die Renndistanzen variieren in Deutschland zwischen 1000 m (Fliegerrennen, Sprints) und 3400 m (Steherrennen) (Stand: 2007). International werden auch Flachrennen über Distanzen von 800 m bis 4200 m veranstaltet. Flieger sind Pferde, die auf kurzen Strecken zwischen 800 und 1.400 Metern besonders leistungsstark sind.
In Deutschland werden Flachrennen auf Grasbahnen und auf Sandbahnen (insbesondere in Dortmund) veranstaltet, wobei die Kursführung unterschiedlich ist. In den schweizerischen Ferienorten Arosa und St. Moritz werden jährlich im Januar beziehungsweise Februar Galopprennen auf einem zugefrorenen See veranstaltet.

### Aufgewichtsrennen
Bei Aufgewichtsrennen (auch Altersgewichtsrennen genannt) werden den Pferden abhängig von Alter, Geschlecht und ggf. vom bisherigen Erfolg Gewichte zugeordnet, die sie beim Rennen zu tragen haben.

### Ausgleichrennen (Handicaps)

Galopprennen, Memorial Day Weekend, Arlington Park Race Course, Chicago, Illinois, 2007

Beim Ausgleichsrennen werden den Pferden vom Ausgleicher (engl. Handicapper) gemäß ihren vorherigen Leistungen Gewichte zugeordnet, die sie im Rennen zu tragen haben, damit alle Teilnehmer des Rennens möglichst gleiche Siegchancen haben (vgl. Hand-in-cap). Die Gewichte, die Pferde in Ausgleichrennen tragen, leiten sich aus dem Generalausgleich („GA“) ab.
Es gibt in deutschen Flachrennen vier Ausgleichklassen:
- Ausgleich I (sehr gute, entspricht im Fußball der Spielklasse „erste Bundesliga“, ca. Skala = GAG-Abzug: GAG minus 28 kg)
- Ausgleich II (gute, ca. Skala: GAG minus 18 kg)
- Ausgleich III (durchschnittliche, ca. Skala: GAG minus 8 kg)
- Ausgleich IV (geringere Klassen, analog zu den „Landesligen“ im Fußball, ca. Skala: GAG plus/minus 0 kg)

in Hindernisrennen drei Ausgleichklassen:
- Ausgleich G (gute)
- Ausgleich M (mittlere)
- Ausgleich U (untere Klassen)

Ausgleichrennen für Dreijährige werden mittlerweile nicht mehr veranstaltet. Dafür hat man allerdings frühere Startmöglichkeiten für Dreijährige in den Ausgleichen I bis IV geschaffen. Ebenfalls nicht mehr veranstaltet werden Rennquintett-Ausgleiche, nachdem Lotto diese Wette im Jahre 2003 einstellte. Ausgleiche G für Hindernispferde gibt es aktuell auch kaum noch, weil die Leistungsstärke der aktiven Hindernispferde nicht dieses Niveau erreicht.
Am 17. Juni 2008 wurde in Deutschland erstmals ein Ausgleichsrennen gelaufen, bei dem die Festlegung der Skala erst am Tage des Nennungsschlusses durch den Ausgleicher erfolgte. Dieses Rennen fand auf der Galopprennbahn Köln-Weidenpesch statt.

### Zuchtrennen
Ein Zuchtrennen ist ein Flachrennen, in dem alle Pferde eines Jahrgangs, abgesehen von der Stutenerlaubnis, das gleiche Gewicht tragen. (Nr. 255 der Deutschen Rennordnung). Im engeren Sinne sind nur die Klassischen, Gruppen- und Listenrennen Zuchtrennen.

#### Klassische Rennen

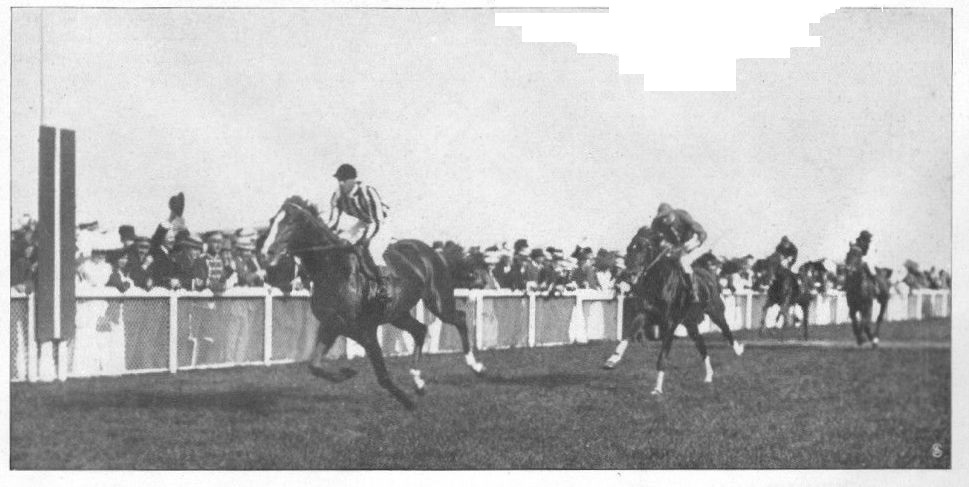
Deutsches Derby, Hamburg-Horn, 1912

Klassische Rennen sind die wichtigsten Zuchtrennen für dreijährige Pferde. Diese Rennen bilden die Triple Crown des jeweiligen Landes. Zu den Klassischen Rennen zählen:
- das Derby, das wichtigste Rennen für dreijährige Pferde. Ein Derby (Distanz: 1 1/2 engl. Meilen = ca. 2414 m) wird in fast jedem Land der Erde ausgetragen. Namensabweichungen: USA: Kentucky Derby; Frankreich: Prix du Jockey Club; England: Epsom Derby; Deutschland: Deutsches Derby
- die 1000 Guineas, (Distanz: 1 engl. Meile = ca. 1609 m) ausschließlich für Stuten. In Deutschland German 1000 Guineas genannt.
- die 2000 Guineas, (Distanz: 1 engl. Meile = ca. 1609 m) für Hengste und Stuten. In Deutschland auch Mehl-Mülhens-Rennen genannt.
- der Preis der Diana, das „Stutenderby“, benannt nach dem französischen Prix de Diane. Englisch „The Oaks“.
- das St. Leger, in der Regel der zuletzt ausgetragene Klassiker über eine Steherdistanz von 1 3/4 Meilen = ca. 2800 Meter; das St. Leger ist das älteste der Klassischen Rennen (seit 1776); seit 2007 sind im Deutschen St. Leger auch Pferde startberechtigt, die älter als dreijährig sind.

#### Gruppenrennen
Grupperennen sind die weltweit besten Rennen im Galopprennsport und werden nach internationalen Standards klassifiziert und als Aufgewichtsrennen gelaufen. Damit wird es möglich, die Leistungen der Pferde international zu vergleichen. Es gibt Rennen der Gruppen I bis III. Gruppe I-Rennen sind dabei die absolute Elite im nationalen und international Galopprennsport. In diesem Rennen messen sich meist die besten Rennpferde der Welt und laufen um die höchsten Gewinnsummen gegeneinander an (Beispiel: Prix de l’Arc de Triomphe oder Deutsches Derby). Das Niveau der Gruppe 2-Rennen ist leicht unterhalb der Gruppe 1-Rennen einzuordnen, besitzt aber dennoch eine stark überdurchschnittliches Niveau. Gruppe 3-Rennen sind nochmals eine Stufe darunter, besitzen aber ähnlich wie die vorherige Kategorie ein hohes Niveau und werden oftmals von den besten Rennpferden der Welt als Vorbereitungsrennen für höhere Aufgaben bestritten.

#### Listenrennen
Listenrennen sind Aufgewichtsrennen, deren Leistungsniveau wie das der Gruppenrennen international überwacht wird. Listenrennen sind Zuchtrennen, die in Bedeutung und Dotierung unter den Gruppenrennen rangieren (sie sind praktisch eine „Grupperennen IV“). Siege und Platzierungen in Listenrennen dürfen, wie bei Gruppenrennen, in Auktionskatalogen unter Nennung des Renntitels in fetten Druckbuchstaben gelistet werden (sog. „Blacktype“-Rennen).

### Verkaufsrennen
Verkaufsrennen sind Hindernis- oder Flachrennen, bei denen die teilnehmenden Pferde zum Verkauf stehen. Das vom Pferd zu tragende Gewicht ergibt sich aus Alter und Geschlecht des Pferdes und aus dem so genannten Einsatzpreis, also dem Betrag, den der Besitzer des Pferdes als Mindestkaufpreis festlegt. Nach dem Rennen können Interessierte Gebote für die teilnehmenden Pferde abgeben, diese werden auf Zetteln in eine dafür bereitstehende Box geworfen. Sind mehrere Gebote für ein Pferd vorhanden, erhält es der Bieter mit der höchsten gebotenen Summe, gibt es kein Gebot für ein Pferd, verbleibt es bei seinem bisherigen Eigentümer. Verkaufsrennen sind in Deutschland selten, in anderen Ländern (z. B. Frankreich) finden diese häufig statt.
Jeder Interessierte hat die Möglichkeit, ein Pferd, das als Starter in einem Verkaufsrennen angegeben ist, vorher zu kaufen (claimen). Der Kaufpreis ist dann der Einsatzpreis des Pferdes und der Siegpreis des Rennens.
Wird das Pferd nach dem Rennen zu einem höheren Preis als dem Einsatzpreis verkauft, erhält der veranstaltende Rennverein den überschießenden Betrag.
In Deutschland wird im Anschluss an das Verkaufsrennen ausschließlich der Sieger versteigert.

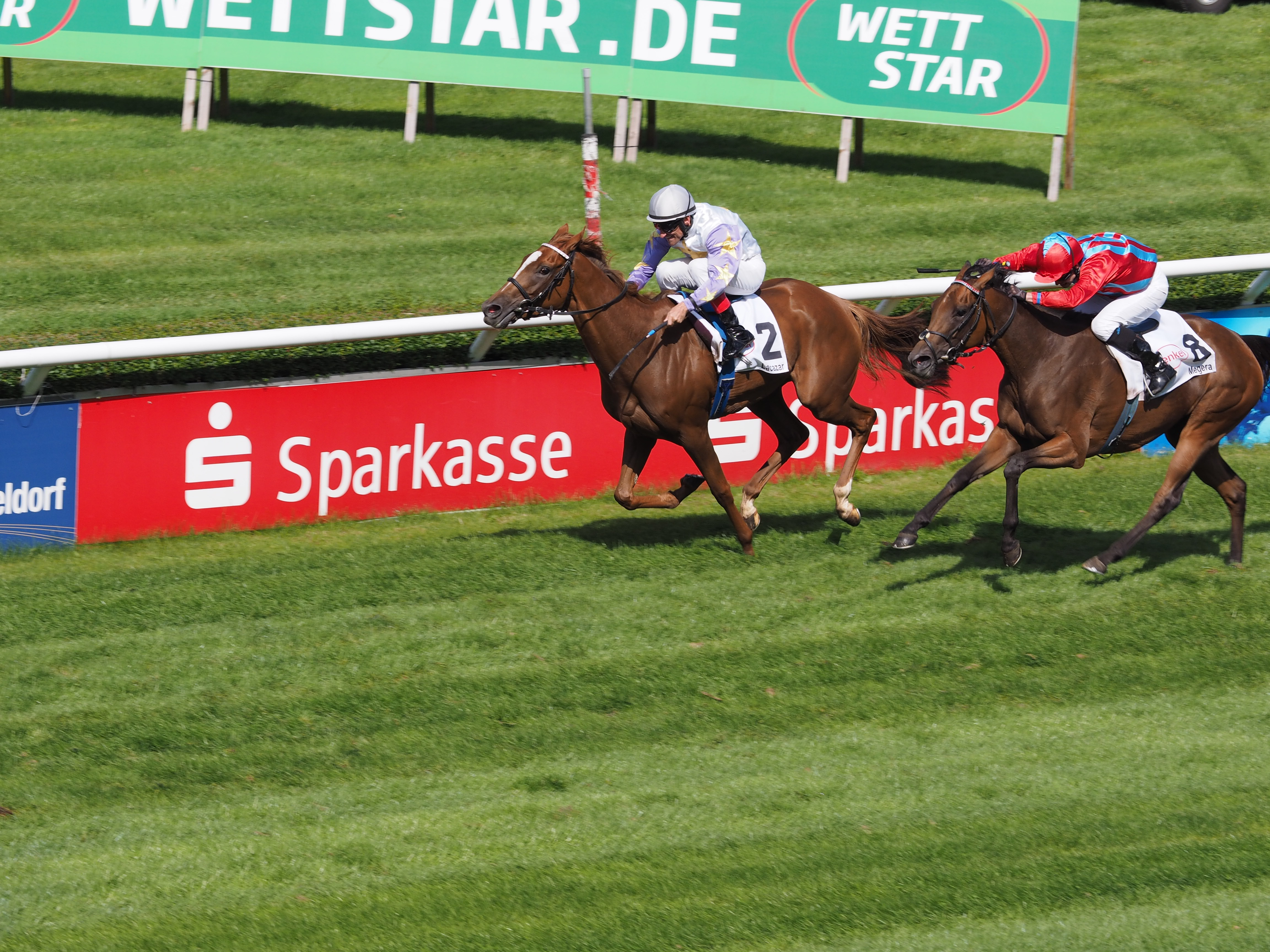
Preis der Diana, Düsseldorf, 2017

### Stutenrennen
In Stutenrennen sind ausschließlich Stuten startberechtigt. Diese können in Verbindung mit anderen Rennarten wie beispielsweise Gruppen-Rennen ausgeschrieben werden. Die bekanntesten Stutenrennen in Deutschland sind der Preis der Diana und die German 1000 Guineas. Die beiden Rennen gehören zu den klassischen Rennen.

### Halbblutrennen
Halbblutrennen werden sowohl auf der Flachbahn als auch über Sprünge ausgetragen. Hier dürfen ausschließlich Pferde starten, die aus der Halbblutzucht stammen, also keine reinen Vollblüter sind. Der Begriff Halbblut ist etwas irreführend, weil die meisten der dort startenden Pferde einen Vollblutanteil von über 95 % haben. Die Franzosen nennen diesen Typ Pferd deswegen auch AQPS Autre que pur sang. Pur sang, „reines Blut“, ist in Frankreich der Begriff für Vollblüter, und dementsprechend sind Halbblüter dort eben andere als reines Blut.
Halbblüter zeichnen sich vor allem durch ihre größere Zähigkeit aus und werden deswegen vornehmlich im Hindernissport eingesetzt. Die fehlende Höchstgeschwindigkeit gleichen sie mit größerer Ausdauer und Zähigkeit aus. In den Hochzeiten des Hindernissports wurden viele große Jagdrennen von Halbblütern gewonnen.

### Heat (Heatrennen)
Heatrennen sind Rennen über mehrere Läufe, d. h. die gleichen Pferde treten mehrmals gegeneinander an. Ein Pferd ist Sieger eines Heatrennens, wenn es seine Gegner zweimal geschlagen hat. Die Läufe finden am gleichen Tag im Stunden-Abstand statt. Heats sind die Urform des Galopprennens. Im 17. und 18. Jahrhundert waren Heatrennen über 3 oder 4 engl. Meilen (ca. 4800 bzw. 6400 m) üblich. Diese Rennen wurden allerdings nicht wie heute in gleichmäßig hohem Tempo (Renngalopp) gelaufen, in der Anfangsphase war das Tempo eher gemächlich und erst bei Passieren des Distanzpfostens (ca. 200 m vor dem Ziel) wurde „richtig“ galoppiert. In gewisser Weise verliefen diese Rennen ähnlich wie heute Sprintrennen im Bahnradrennsport und waren stark von der Taktik beeinflusst, denn das Pferd, das zuerst antrat, war zumeist im Vorteil. Es konnte auch verabredet werden, dass sich die Reiter gegenseitig mit Peitschen schlagen konnten – Pferderennen waren damals also fast noch Zweikämpfe.
In der Frühphase des Galopprennsports wurden auch Entscheidungsläufe ausgetragen, wenn Pferde im „toten Rennen“ (engl. „dead heat“) als erste die Ziellinie passierten.
Heatrennen gibt es heute nur noch im Trabrennsport, z. B. wird das Deutsche Traberderby in Vor- und Entscheidungsläufen am gleichen Tag entschieden.

### Maidenrennen
Maidenrennen sind Rennen, an denen nur Pferde teilnehmen dürfen, die bisher noch kein Rennen gewonnen haben. Maidenrennen gibt es sowohl im Galopp- als auch im Trabrennsport.

## Hindernisrennen
Hindernisrennen werden für eigens zu diesem Zweck gezüchtete Pferde ausgeschrieben. Weil die Distanz von Hindernisrennen länger als bei Flachrennen ist und das Durchschnittstempo folglich langsamer, werden in Hindernisrennen für niedrigere Leistungsklassen auch Pferde eingesetzt, die sich in Flachrennen als zu langsam erwiesen haben. Hindernisrennen und Flachrennen sind verschiedene Sportarten: Pferde, die in Flachrennen nur wenig leisten können, sind in Hindernisrennen oft große Könner und umgekehrt.

### Jagdrennen (Steeplechase)

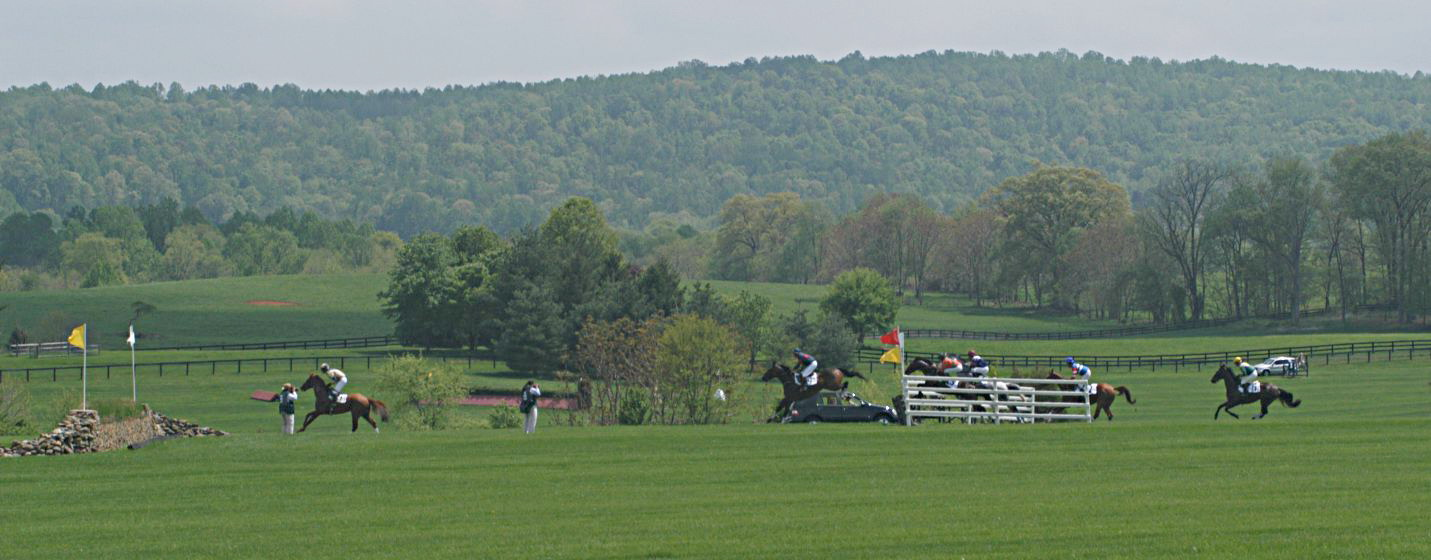
Jagdrennen

Jagdrennen führen bei einer Distanz von 3000 bis 7200 m über feste Hindernisse (Hecken, Wälle, Gräben). Daraus resultiert ein größeres Verletzungsrisiko für Pferd und Reiter als bei Flachrennen.
Jagdrennen führen über eine „Querfeldeinstrecke“ innerhalb der Pferderennbahn, oder direkt im Anschluss an die Rennbahn. Nur wenige Bahnen haben auch eine Rennstrecke, die nicht von der Tribüne aus sichtbar ist (z. B. Vittel/Frankreich). Die Jagdrennen haben neben den Jagd- und Hürdensprüngen zahlreichen Naturhindernissen wie Gräben, Baumstämmen, Wasser- und Trockengräben, Wälle, Auf- und Absprünge, Wasserdurchquerungen, Zweier- und Dreierkombinationen sowie abrupte Richtungswechsel und verlangen vom Pferd großes Sprungvermögen und große Wendigkeit. In Frankreich (Pau, Lion de Angers, Craon, Le Pin, Vittel, Saumur und viele mehr), Schweiz (Maienfeld, Aarau, Frauenfeld) und Italien (Meran, Treviso) sind Jagdrennen weit verbreitet. In Frankreich und in der Schweiz (seit 2009) gibt es ein Cross-Championat für Spezialisten. Die bekanntesten Jagdrennen sind der Gran Premio delle Nazioni in Meran/Italien, das Grand Cross de Craon in Craon sowie das Anjou-Loire Challenge (Listenrennen, mit 7300 m längstes Hindernisrennen) in Lion de Angers (Frankreich).
Steeplechase – der englische Begriff für Jagdrennen – heißt wörtlich übersetzt Kirchturmrennen, denn ursprünglich wurden diese Rennen querfeldein von einem Kirchturm zum nächsten ausgetragen, wobei es galt, auf dem Weg dorthin verschiedene Hindernisse zu überspringen.
Bekannte Steeplechase sind das Grand National in Aintree bei Liverpool, England und die Velká Pardubická im heutigen Tschechien. Diese Rennen gehen regelmäßig mit Protesten von Tierschützern einher.

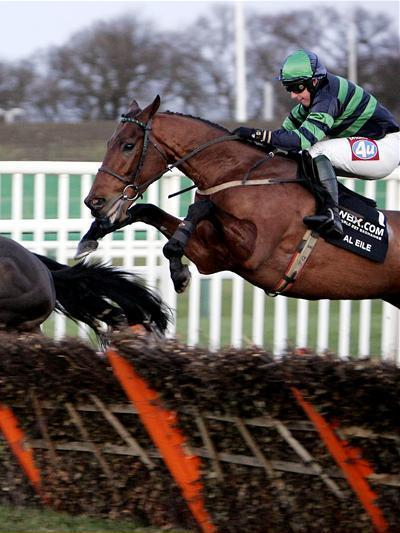
Hürdenrennen

### Seejagdrennen
Seejagdrennen sind Jagdrennen, bei denen die Kursführung die Durchquerung eines Sees erfordert. In Deutschland gibt es auf den Rennbahnen von Bad Harzburg, Hamburg-Horn und Quakenbrück Kurse für Seejagdrennen. Auf der Hamburger Galopprennbahn ist der See so tief, dass die Pferde gerade noch den Grund des Sees berühren könnten. Jedoch sind die Pferde schneller, wenn sie sich schwimmend durch den See bewegen. Bei Seejagdrennen werden nicht selten der Rennverlauf und das Ergebnis durch das Durchqueren des Sees entschieden.

### Hürdenrennen
Im Gegensatz zu Jagdrennen führen Hürdenrennen über bewegliche, kleinere Reisighürden. Zudem werden Hürdenrennen im Gegensatz zu Jagdrennen stets in einem Rundkurs, also auf der Rennbahn gelaufen. Hürdenrennen sind zwischen 2400 und 4000 m lang. Die zurzeit weltweit einzigen Hürdenrennen auf Schnee finden im Rahmen der Pferderennen Arosa statt.

## Galopprennbahnen
Pferderennbahnen gibt es auf allen fünf Kontinenten. In Deutschland existieren 41 Galopprennbahnen. Die größte ist der Rennplatz Iffezheim bei Baden-Baden, die zweitgrößte in Hoppegarten bei Berlin.

## Bekannte Rennpferde

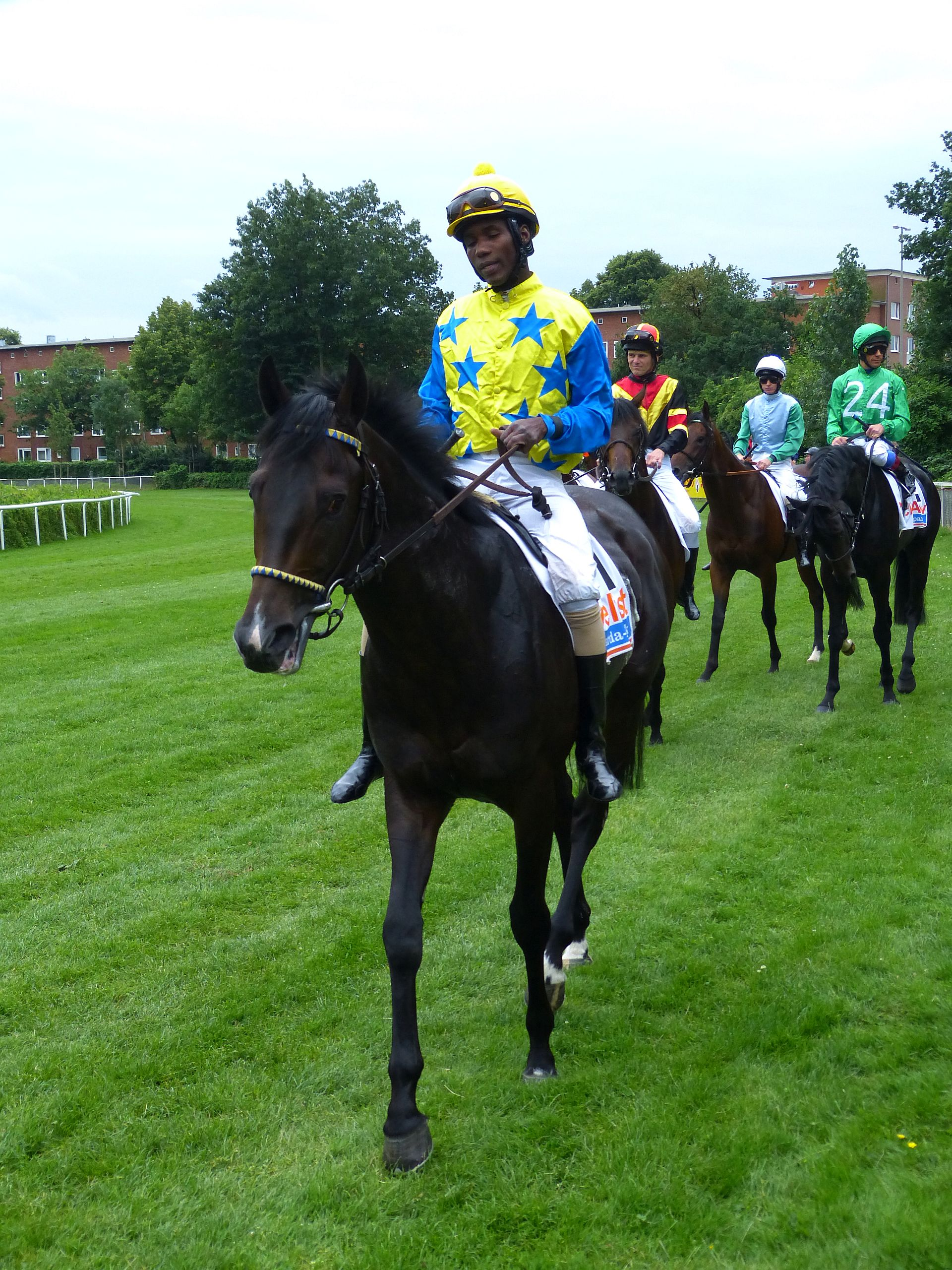
Novellist

Seitdem die Ergebnisse von Pferderennen dokumentiert werden, also etwa seit Beginn des 18. Jahrhunderts, hat es eine große Zahl von deutschen Rennpferden gegeben, die berühmt wurden. Bekannte deutsche Rennpferde sind zum Beispiel:
- Torquator Tasso (Sieger im Prix de l’Arc de Triomphe, Großen Preis von Baden, Großen Preis von Berlin)
- Danedream (Siegerin im Prix de l’Arc de Triomphe, King George VI And Queen Elizabeth Stakes, Großer Preis von Baden)
- Novellist (Sieger im Grand Prix de Saint Cloud, King George VI And Queen Elizabeth Stakes, Gran Premio Del Jockey Club Italiano)
- Lando (Sieger im Japan Cup, Deutsches Derby)
- Lomitas (Sieger im Großen Preis von Baden, Preis von Europa)
- Acatenango (Sieger im Deutschen Derby, Grand Prix de Saint Cloud)

## Kritik

### Contra
Es wird kritisiert, dass das Leistungstraining schon ab einem Alter von 20 Monaten beginnt.
In der Regel endet die Rennkarriere eines Pferdes, wenn es ein Alter von vier bis sechs Jahren überschreitet. War es erfolgreich, wird es meist zur Zucht genutzt, ansonsten zu diesem Zeitpunkt in die Freizeitbranche verkauft. Von Freizeitreitern wird teilweise bemängelt, dass sich ehemalige Rennpferde nicht gut eignen, weil sie auf der Rennbahn traumatische Erfahrungen gemacht hätten; unreitbare Galopper werden dann häufig geschlachtet, was ebenfalls einen Kritikpunkt darstellt.
Es wird bezweifelt, dass Rennpferde genügend Weidegang und ausreichend Bewegung haben. Ihre Besitzer seien zudem stark profitorientiert.
Kritisiert wird der Peitscheneinsatz, welcher in einem Rennen bis zu drei Mal (bis 2023 fünf Mal) gestattet ist; das Regelwerk sieht bei einem Verstoß Geldstrafen und Startverbote vor. So wurde beim Hamburger Derby 2016 die Peitsche beim Siegerpferd Isfahan zu oft benutzt und der Jockey gemäß Reglement bestraft. Die Besitzer des Drittplatzierten Dschingis Secret strengten ein erfolgloses Verfahren vor dem Verbandsgericht an, um die Disqualifikation des Siegers zu bewirken.

### Pro
Befürworter des Sports entgegnen, dass es sich bei Rennpferden ausschließlich um Vollblüter handelt, die deutlich schneller als andere Pferderassen ausgewachsen sind. Es liegen wissenschaftliche Erkenntnisse mit langfristigen Studien vor, die darauf hinweisen, dass ein frühes Anreiten den Knochenbau anpassungsfähiger und stabiler macht, in Übereinstimmung mit dem Wolffschen Gesetz. Rennpferde werden seit über drei Jahrhunderten bewusst auf diese Eigenschaften gezüchtet. Der Tagesablauf in den Rennställen hat sich dahingehend geändert, dass die Pferde nach dem Training am Nachmittag auf die Koppel gehen oder eine andere Form von Bewegung erhalten.
Neben einer fachkundigen tierärztlichen Versorgung genießen Rennpferde oftmals hochmoderne Einrichtungen, die auf ihre Bedürfnisse zugeschnitten sind. Dazu gehören komfortable und geräumige Ställe, gut gepflegte Rennbahnen und moderne Rehabilitationszentren für verletzte Pferde. Diese Einrichtungen bieten den Rennpferden ein professionelleres Umfeld als im Freizeitsport.
Ein Rennpferd ist in den meisten Fällen ein Verlustgeschäft, das in der Regel nur als Hobby betrieben wird. Die Anschaffungskosten eines Rennpferdes können von wenigen tausend Euro bis hin zu einer sechsstelligen Summe reichen. Hinzu kommen monatliche Trainingskosten von ungefähr 1000–2000 Euro. Die durchschnittliche Jahresgewinnsumme eines Rennpferdes in Deutschland betrug 2019, 5775 Euro. Das widerlegt das Argument von geldgierigen Besitzern, die den Profit über das Wohl des Pferdes setzen.

## Ausrüstung
Für den Galopprennsport wird spezielle, meist besonders leichte Ausrüstung verwendet.
Für das Rennen tragen die Reiter einen Renndress und einen Kappenüberzug über den Jockeyhelm in der Farben des Stalles für den das Pferd startet. Die Rennstiefel und Rennhosen der Jockeys sind leichter als normale Reitstiefel und Reithosen.
Rennsättel sind klein und leicht. Sie bieten dem Rennpferd möglichst viel Bewegungsfreiheit und ermöglichen so eine hohe Geschwindigkeit. Rennsättel eignen sich nicht zum bequemen Sitzen, stattdessen ermöglichen sie den Rennsitz, bei dem der Schwerpunkt durch Vorbeugen in der Hocke über den, im Renngalopp weit vorverlagerten, Schwerpunkt des Pferdes kommt. Der Sattel selbst kann ein Gewicht unter 150 Gramm haben und kommt komplett mit Gurt, Steigbügelriemen und Steigbügeln mitunter auf lediglich 250 Gramm. Es gibt auch schwerere Modelle, die um die 2 kg wiegen. Mit einer Bleidecke kann das gewünschte Gewicht genau eingestellt werden. Vor jedem Rennen muss der Jockey offiziell auf die Waage.
Renntrensen sind leichter als normales Zaumzeug. Sie werden bei Bedarf mit Nasenschonern oder Bodenblenden versehen.

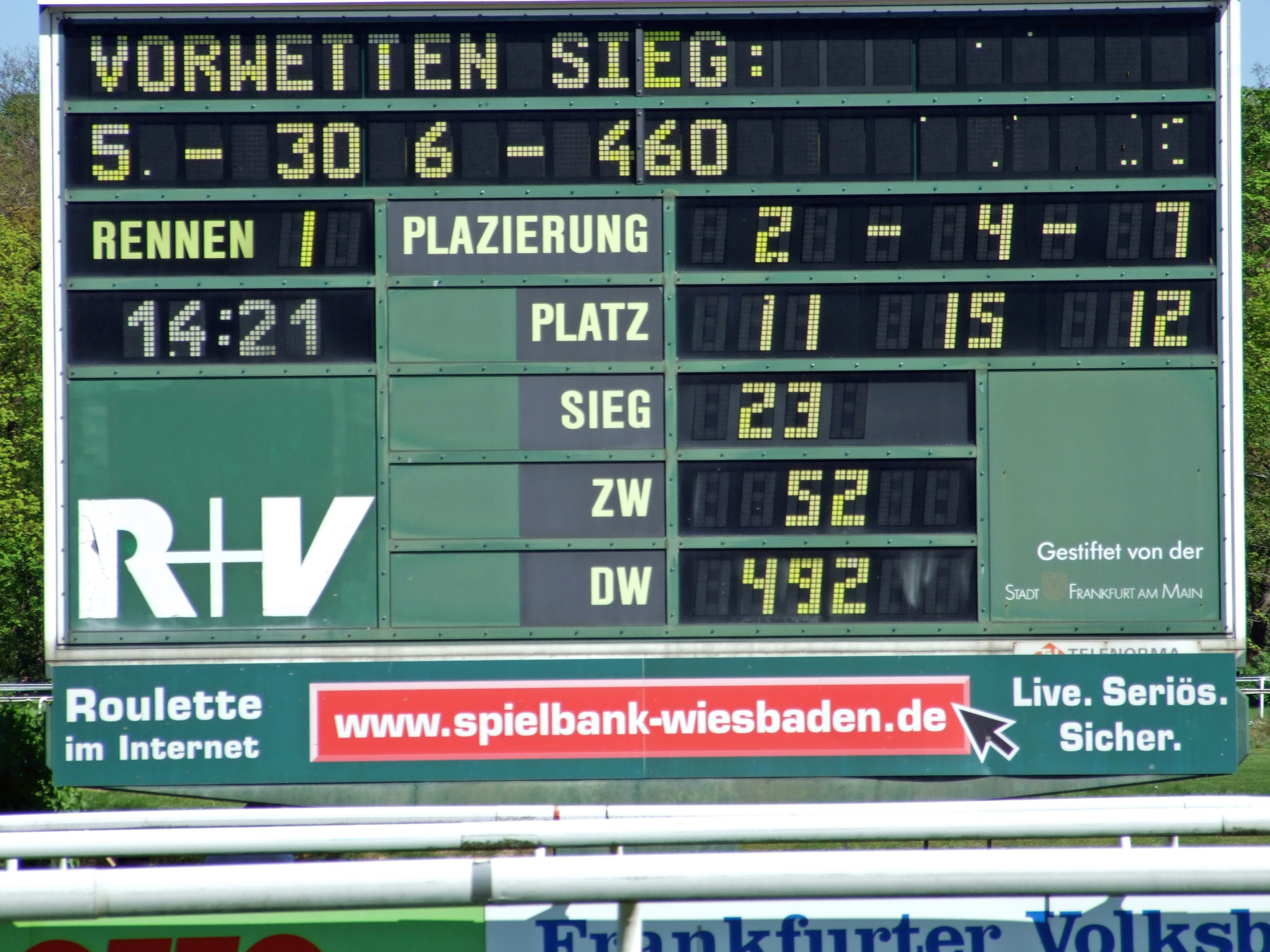
Quotenanzeige nach dem Rennen

Die Pferde erhalten vor dem Rennen einen leichten Rennbeschlag, mit Aluminium-Hufeisen.

## Pferdewetten
Ein Großteil der Veranstaltungskosten und Preise im Pferderennsport werden durch Pferdewetten der Besucher am Schauplatz selbst und der Wetter bei den Buchmachern getragen.

## Pferderennen als Spielidee

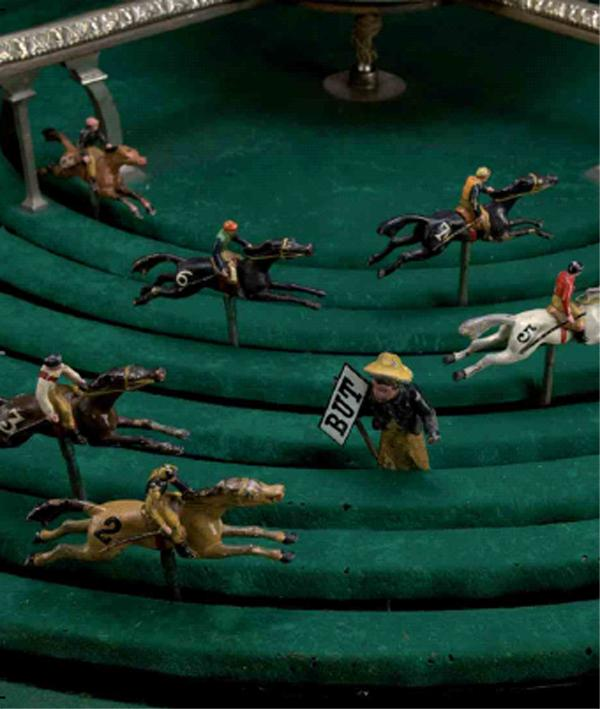
Petits-chevaux-Tisch, Schweizer Spielmuseum

Die Beliebtheit der Pferderennen und der damit verbundenen Gelegenheit zu wetten war Anlass, das Thema auch für Spiele zu nutzen. Auf diese Weise entstand im 19. Jahrhundert das Casinospiel Petits chevaux und die kleineren Glücksspiele Horse Race (oder Racing Aces), Minoru (nach einem Rennpferd König Edward VII. benannt), Sandown nach der Pferderennbahn Sandown Park etc.
Aber auch in jüngerer Vergangenheit haben Pferderennen die Spielentwickler immer wieder inspiriert: Es existiert ein Arcade-Spiel Steeplechase (Atari, 1975) und auch ein gleichnamiges Atari-2600-Spiel. Diese Spiele ähneln der Optik nach dem mechanischen Pferderennen. Auf Jahrmärkten gibt es ebenfalls eine mechanische Version.